# Angel in the Night
Angel in the Night är en singel av Basshunter från hans album Now You're Gone från 2008.

## Låtlista
- Digital nedladdning (15 september 2008)[3]

1. "Angel in the Night" (Radio Edit) – 2:53
2. "Angel in the Night" (Soulseekerz Radio Edit) – 2:44

- Digital nedladdning (28 november 2008)[4]

1. "Angel in the Night" (Radio Edit) – 2:53
2. "Go Down Now" – 4:54

## Listplaceringar
| Lista (2008-2009) | Högsta position |
| ----------------- | --------------- |
| Irland            | 10              |
| Storbritannien    | 14              |
| Sverige           | 50              |
| Europa            | 43              |

## Certifikat
| Land                 | Certifikat | Certifierat antal/Försäljning |
| -------------------- | ---------- | ----------------------------- |
| Storbritannien (BPI) | Silver     | 200 000                       |